# كينيث دبليو. شتاين
كينيث دبليو. شتاين (بالإنجليزية: Kenneth W. Stein)‏ هو مؤرخ أمريكي، ولد في 1946.